# 大羅夫庫利斯科耶湖
64°01′N 31°02′E / 64.01°N 31.04°E
大羅夫庫利斯科耶湖（俄语：Большое Ровкульское），是俄羅斯的湖泊，位於該國西北部，由卡累利阿共和國負責管轄，長28.2公里、寬6.9公里，面積62.5平方公里，海拔高度183.9米，湖岸線長度155公里，集水區面積1,390平方公里，平均水深4.9米，最大水深22米。